# T・R・ダン
T・R・ダン (Theodore Roosevelt "T.R." Dunn, 1955年2月1日 - ) はアメリカ合衆国アラバマ州バーミングハム出身のバスケットボール選手、指導者。NBAで14シーズンプレイした後NBAの数チームでアシスタントコーチを務めている。ポジションはガード/フォワード。

## 経歴

### 選手時代
アラバマ大学卒業後、1977年のNBAドラフトでポートランド・トレイルブレイザーズから2巡目全体41位指名を受け入団した。前年NBAファイナルを制したジャック・ラムジーヘッドコーチの下、チームはプレーオフに進出したもののロイド・ニール、ビル・ウォルトンを怪我で失いシアトル・スーパーソニックスに敗れた。
ブレイザーズで3シーズン過ごした後、デンバー・ナゲッツにトレードされた。ナゲッツでは1986-87シーズンまで先発で出場し、1983年から3年連続でオールディフェンシブ2NDチームに選出された。
その後フェニックス・サンズを経てナゲッツでプレーした。

### 現役引退後
1991年の現役引退後はコーチとなり1991年から1997年までシャーロット・ホーネッツのアシスタントコーチ、1997-1998シーズンはナゲッツのアシスタントコーチ、1998-1999シーズンからはWNBAのシャーロット・スティングのアシスタントコーチを経て、1999年にスティングのヘッドコーチに昇格したが2001年に辞任した。
2002年から2004年までナゲッツで再びアシスタントコーチを務め、2004年6月、キングスのリック・アデルマンの下でアシスタントコーチに就任した。
2009年4月からはヒューストン・ロケッツのリック・アデルマンヘッドコーチの下でアシスタントコーチに就任した。